# Лоренцо Медічі (Вазарі)
«Портрет Лоренцо Прекрасного» (італ. Ritratto di Lorenzo il Magnifico) — портрет правителя Флоренції XV ст. Лоренцо Медічі пензля Джорджо Вазарі, також автора книги «Життєписи».

## Лоренцо Розкішний
Повне ім'я Лоренцо — Лоренцо ді Пьєро де Медічі (1449 — 1492). Мав прізвисько Розкішний ( італ. Il Magnifico).Він син Пьєтро Медічі та його дружини Лукреції Торнабуоні. Після смерті  батька став у 20 років фактичним володарем Флоренції при збереженні республіканських установ міста. Мав дипломатичний хист і зробив все можливе для зняття дипломатичної облоги з Флоренції у конфлікті папи римського Сикста IV з Флоренцією. Був меценатом і всіляко підтримував художників і гуманістів, що зробило Флоренцію справжнім осередком Відродження, науковості, гедонізму.
Великою помилкою володаря Лоренцо було запрошення у Флоренцію у 1490 р. палкого проповідника і фанатика Савонароли.

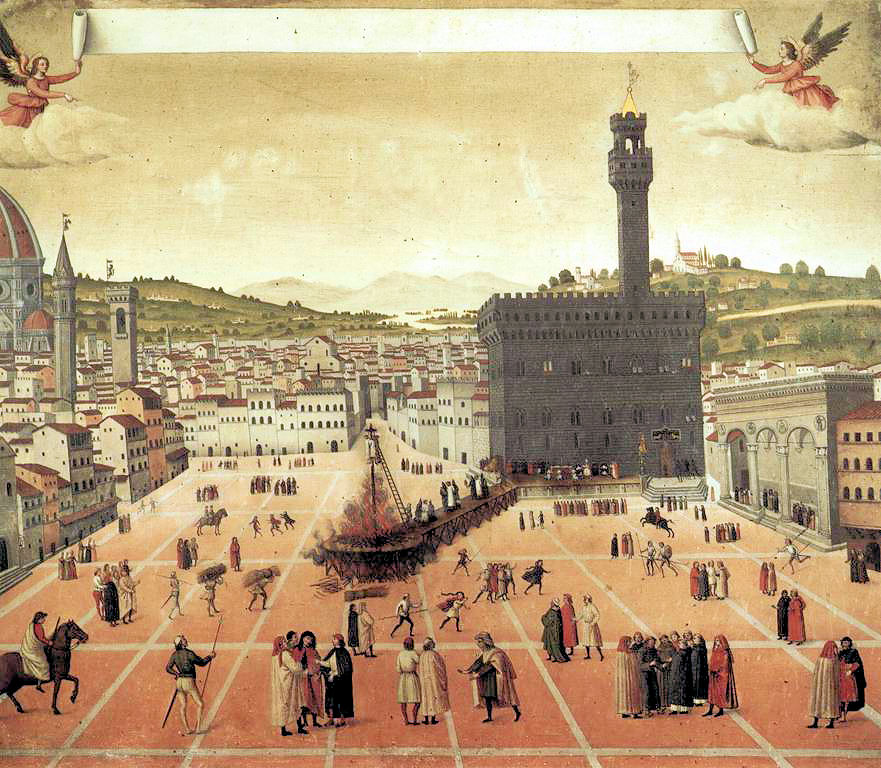
Страта Савонароли у Флоренції. Невідомий автор.

Монастир Св. Марка, де мешкав Савонарола, швидко став осередком католицького фанатизму, а кількість прибічників нового лідера катастрофічно збільшилася. Старий і хворий Лоренцо зрозумів загрозу і намагався дипломатичними поступками обмежити некерованого Савонаролу.
Лоренцо тихо помер в своєму ліжку, а Флоренція вибухнула фанатизмом, погромами, встановленням релігійного правління Савонароли. Конфлікт з самим папою римським скінчився публічним спаленням Савонароли і відступництвом від нещодавнього лідера мінливих і заляканих флорентійців.

## Портрет панегірик
Джорджо Вазарі й Лоренцо Медічі ніколи не зустрічались. Лоренцо помер за 19 років до народження Вазарі і за ще більшу кількість років до намальованого портрета. Вазарі це ніяк не бентежило. Він отримав замову на портрет у 1534 році і виконав його. Адже в хитрій дипломатичній грі портрет колишнього володаря сучасним володарям Флоренції з тої ж родини лестив, а Вазарі давав змогу вижити і мати могутніх покровителів.
Лоренцо в кріслі, заглиблений в свої невеселі думки. Той мав асиметричне, порізане зморшками обличчя. Тонкі та нервові руки не знаходять спокою, як не знайшов спокою і сам Лоренцо. Натяком на великі труднощі життя володаря стало страхітливе тло. Аби не коштовний матеріал посуду, ці образи нагадували б нічні кошмари чи марення божевільного. Демони коштовного посуду підтримані звірячою головкою підлокітника. Намалювати їх на парадному портреті Вазарі дозволили нові уяви про доцільне й шляхетне, яке приніс маньєризм. Віртуозне виконання та фантазійні прикраси були важливіші за правду. Так виник цей портрет-панегірик людині, якого живим художник ніколи не бачив.